# Nordamerikanska mästerskapet i volleyboll för damer
Nordamerikanska mästerskapet i volleyboll för damer arrangerades av North, Central America and Caribbean Volleyball Confederation (NORCECA). Sedan det första mästerskapet 1969 har turneringen hållits vartannat år. Tävlingen har dominerats av Kuba och USA, som tillsammans vunnit 21 av 26 tävlingar. Dominikanska republiken är regerande mästare.

## Historia
| 1969 mer information | Mexico City                | Mexiko                  | 3–2       | Kuba                    | USA                     | 3–1       | Kanada                  | 7  |
| 1971 mer information | Havanna                    | Mexiko                  | Gruppspel | Kuba                    | Nederländska Antillerna | Gruppspel | Puerto Rico             | 4  |
| 1973 mer information | Tijuana                    | Kuba                    | 3–0       | Kanada                  | USA                     | 3–2       | Mexiko                  | 7  |
| 1975 mer information | Los Angeles                | Kuba                    | Gruppspel | USA                     | Mexiko                  | Gruppspel | Kanada                  | 5  |
| 1977 mer information | Santo Domingo              | Kuba                    | 3–1       | USA                     | Kanada                  | 3–0       | Dominikanska republiken | 9  |
| 1979 mer information | Havanna                    | Kuba                    | Gruppspel | USA                     | Mexiko                  | Gruppspel | Kanada                  | 7  |
| 1981 mer information | Mexico City                | USA                     | 3–1       | Kuba                    | Mexiko                  | 3–1       | Kanada                  | 9  |
| 1983 mer information | Indianapolis               | USA                     | Gruppspel | Kuba                    | Kanada                  | Gruppspel | Mexiko                  | 6  |
| 1985 mer information | Santiago de los Caballeros | Kuba                    | 3–0       | USA                     | Kanada                  | 3–?       | Puerto Rico             | 10 |
| 1987 mer information | Havanna                    | Kuba                    | Gruppspel | USA                     | Kanada                  | Gruppspel | Mexiko                  | 7  |
| 1989 mer information | San Juan                   | Kuba                    | 3–0       | Kanada                  | USA                     | 3–0       | Mexiko                  | 11 |
| 1991 mer information | Regina                     | Kuba                    | Gruppspel | USA                     | Kanada                  | Gruppspel | Mexiko                  | 7  |
| 1993 mer information | Colorado                   | Kuba                    | 3–1       | USA                     | Kanada                  | 3–?       | Mexiko                  | 6  |
| 1995 mer information | Santo Domingo              | Kuba                    | 3–1       | USA                     | Kanada                  | 3–?       | Dominikanska republiken | 6  |
| 1997 mer information | Caguas                     | Kuba                    | 3–1       | USA                     | Dominikanska republiken | 3–1       | Kanada                  | 8  |
| 1999 mer information | Monterrey                  | Kuba                    | 3–0       | USA                     | Kanada                  | 3–1       | Dominikanska republiken | 8  |
| 2001 mer information | Santo Domingo              | USA                     | 3–1       | Kuba                    | Dominikanska republiken | 3–1       | Mexiko                  | 6  |
| 2003 mer information | Santo Domingo              | USA                     | 3–0       | Kuba                    | Dominikanska republiken | 3–0       | Kanada                  | 7  |
| 2005 mer information | Port of Spain              | USA                     | 3–2       | Kuba                    | Dominikanska republiken | 3–0       | Puerto Rico             | 8  |
| 2007 mer information | Winnipeg                   | Kuba                    | 3–2       | USA                     | Dominikanska republiken | 3–2       | Kanada                  | 8  |
| 2009 mer information | Bayamón                    | Dominikanska republiken | 3–2       | Puerto Rico             | Kuba                    | 3–2       | USA                     | 8  |
| 2011 mer information | Caguas                     | USA                     | 3–0       | Dominikanska republiken | Kuba                    | 3–0       | Puerto Rico             | 9  |
| 2013 mer information | Omaha                      | USA                     | 3–1       | Dominikanska republiken | Puerto Rico             | 3–0       | Kanada                  | 9  |
| 2015 mer information | Morelia                    | USA                     | 3–1       | Dominikanska republiken | Puerto Rico             | 3–1       | Kanada                  | 8  |
| 2017 mer information | [ note 1 ]                 |                         |           |                         |                         |           |                         | 12 |
| 2019 mer information | San Juan                   | Dominikanska republiken | 3–2       | USA                     | Kanada                  | 3–0       | Puerto Rico             | 8  |
| 2021 mer information | Guadalajara                | Dominikanska republiken | 3–2       | Puerto Rico             | Kanada                  | 3–2       | USA                     | 7  |
| 2023 mer information | Ej utsedd än               |                         |           |                         |                         |           |                         |    |
| 2025 mer information | Ej utsedd än               |                         |           |                         |                         |           |                         |    |
| 2027 mer information | Ej utsedd än               |                         |           |                         |                         |           |                         |    |

## Medaljtabell
| Nr                  | Nation                  | Guld | Silver | Brons | Totalt |
| ------------------- | ----------------------- | ---- | ------ | ----- | ------ |
| 1                   | Kuba                    | 13   | 7      | 2     | 22     |
| 2                   | USA                     | 8    | 12     | 3     | 23     |
| 3                   | Dominikanska republiken | 3    | 3      | 5     | 11     |
| 4                   | Mexiko                  | 2    | 0      | 3     | 5      |
| 5                   | Kanada                  | 0    | 2      | 10    | 12     |
| 6                   | Puerto Rico             | 0    | 2      | 2     | 4      |
| 7                   | Nederländska Antillerna | 0    | 0      | 1     | 1      |
| Totalt (7 nationer) | Totalt (7 nationer)     | 26   | 26     | 26    | 78     |

## Mest värdefulla spelareper upplaga
- 2001 –  Tara Cross-Battle
- 2003 –  Yumilka Ruíz
- 2005 –  Nancy Metcalf
- 2007 –  Nancy Carrillo
- 2009 –  Prisilla Rivera
- 2011 –  Bethania de la Cruz
- 2013 –  Kelly Murphy
- 2015 –  Nicole Fawcett
- 2019 –  Brayelin Martínez
- 2021 –  Gaila González